# Falla vackert
Falla vackert är en svensk dramafilm från 2004 i regi av Lena Hanno Clyne. Den engelska titeln är  Falling Beauty. Filmen hade premiär på biografer 12 november 2004.

## Handling
Sextonåriga Ninni misstänker att hennes föräldrar planerar ett bankrån.

## Rollista
- Leyla Belle Drake - Ninni
- Simon Mezher - Ramon
- Jacob Nordenson - Ninnis pappa
- Malena Engström - Ninnis mamma
- Charlie Gustafsson - Isak
- Penny Elvira Loftéen - Molly
- Åsa Johannisson - Louise
- Sally Carlsson - jordgubbstjej
- Joakim Stenshäll - Tommy
- Lotta Östlin - Sara
- Lolo Elwin - Rosie
- Daniel Goldman - Polis
- Anders Björne - Anders
- Anne-Marie Söhrman - Åsa
- Anders Ekborg - känd skådespelare
- Lia Boysen - känd skådespelerska